# Diachasma rugosum
Diachasma rugosum är en stekelart som först beskrevs av Wesmael 1838.  Diachasma rugosum ingår i släktet Diachasma och familjen bracksteklar. Inga underarter finns listade i Catalogue of Life.